# Enallagma basidens
Enallagma basidens là một loài chuồn chuồn kim trong họ Coenagrionidae.
Enallagma basidens được Calvert miêu tả khoa học năm 1902.